# Hipócrates (tirano de Gela)
Hipócrates, filho de Pantares, foi um tirando de Gela (498 - 491 a.C.), sucessor do seu irmão Cleandro. Ele governou Gela por sete anos, o mesmo tempo que seu antecessor. Ele morreu em batalha, e foi sucedido por Gelão, que era guardião de seus filhos.

## Família
Cleandro era filho de Pantares, e tinha um irmão chamado Hipócrates. Hipócrates tinha dois filhos, Euclides e Cleandro.
Cleandro tornou-se tirano em 504 a.C.. Ele governou por sete anos, até ser assassinado, em 497 a.C., por um homem de Gela chamado Sabyllos.

## Tirania
O sucessor de Cleandro foi seu irmão Hipócrates, que também governou por sete anos.
Seguro do seu poder em Gela, Hipócrates expandiu suas conquistas pela Sicília. Calípolis, Naxos, Leontinos e várias outras cidades foram conquistadas. Em 492 a.C., ele foi chamado por Zancle para ajudá-los na guerra contra Samos, porém Hipócrates traiu seus aliados, aprisionou seu rei Escites, escravizou a população e entregou Zancle a Samos, recebendo metade da pilhagem.
Ele derrotou Siracusa em uma batalha, perto do rio Heloro, e chegou a ameaçar a cidade, que foi salva por intervenção de Corinto e Córcira, que impuseram um tratado de paz, pelo qual Siracusa entregava a região Camarina, cuja cidade havia sido destruída pelos siracusanos. Hipócrates reconstruiu a cidade.
Ele morreu em Hibla em uma expedição contra os siquelianos, em 491 ou 490 a.C.

## Sucessão
Gelão, um descendente do sacerdote Telines, que havia se destacado como guerreiro e tinha o comando da cavalaria, sob o pretexto de proteger os filhos de Hipócrates, Euclides e Cleandro, tomou o poder e se tornou tirano. Gelão, em seguida, conquistaria Siracusa, e seria o principal general na guerra contra os cartagineses.